# Лян Гуанле
Лян Гуанле (кит. упр. 梁光烈, пиньинь Liáng Guāngliè; 9 декабря 1940, Саньтай — 12 ноября 2024, Пекин) — китайский военачальник, генерал-полковник (2002), член ЦВС (2002—2013), министр обороны (2008—2013).
Член КПК с ноября 1959 года. Кандидат в члены ЦК КПК 13—14-го созывов и член ЦК КПК 15—17-го созывов. В отличие от своих предшественников на посту министра обороны, не являлся членом Политбюро ЦК КПК.

## Биография
Родился в уезде Саньтай провинции Сычуань, вступил в ряды НОАК в январе 1958 года. Окончил пехотное училище в Цзинане (1964) и заочно — Хэнаньский университет (1984—1986). С 1970 по 1979 годы служил в Оперативном управлении штаба в Ухане, в 1979 году был назначен заместителем командира дивизии в составе 20-й армии, в 1981-83 был командиром дивизии. После обучения в Военной академии НОАК (март 1982—январь 1983) назначен заместителем командующего 20-й армии в 1983 году и в 1985 году — командующим. В июне 1989 года в качестве командующего 20-й армией участвовал в подавлении протестов на площади Тяньаньмэнь. В 1990 году назначен командующим 54-й армией (54th Group Army), с декабря 1993 по июль 1995 года был начальником штаба Пекинского военного округа. С июля 1995 по декабрь 1997 года — заместитель командующего Пекинским военным округом. С декабря 1997 по декабрь 1999 года — командующий Шэньянского военного округа, а с декабря 1999 по ноябрь 2002 года — командующий Нанкинским военным округом и заместитель секретаря комитета КПК.
Лян Гуанле был начальником Генштаба НОАК с 2002 по 2007 годы, с 2008 по 2013 годы — министром обороны. В качестве министра обороны в 2009 году посетил Россию, принял участие в совещании глав оборонных ведомств стран — членов ШОС.
После отставки с поста министра обороны являлся государственным советником министерства национальной обороны и членом Центрального военного совета КНР.
Умер в Пекине 12 ноября 2024 года из-за болезни в возрасте 83 лет.